# جو مارش
جو مارش (بالإنجليزية: Joe Marsh)‏ هو لاعب هوكي الجليد أمريكي، ولد في 26 أكتوبر 1951 في لين في الولايات المتحدة.

## وصلات خارجية
- جو مارش على موقع EliteProspects.com (الإنجليزية)
- جو مارش على موقع HockeyDB.com (الإنجليزية)